# Leslie Hore-Belisha
Leslie Hore–Belisha, 1. baron Hore-Belisha (Leslie Hore–Belisha, 1st Baron Hore-Belisha) (7. září 1893, Londýn, Anglie – 16. února 1957, Remeš, Francie) byl britský státník židovského původu. Po účasti v první světové válce působil jako právník a v letech 1923–1945 byl poslancem Dolní sněmovny. Svými reformami proslul především jako ministr dopravy (1934–1937), v Chamberlainově vládě byl ministrem války (1937–1940). V roce 1954 získal titul barona a stal se členem Sněmovny lordů.

## Kariéra
Pocházel z židovské podnikatelské rodiny, narodil se jako Isaac Leslie Belisha v Londýně, byl jediným synem Jacoba Belishi, podnikatele v pojišťovnictví. Po otcově smrti se matka znovu provdala za politika Sira Charlese Hore, načež Belisha přijal příjmení Hore–Belisha. Studoval v Paříži, Heidelbergu a Oxfordu. Aktivně se zúčastnil první světové války a armádu opustil v roce 1918 v hodnosti majora, poté působil jako právník. V letech 1923–1945 byl členem Dolní sněmovny, nejprve za Liberální stranu, později za národní liberály. V MacDonaldově koaliční národní vládě byl v roce 1931 krátce státním podtajemníkem na ministerstvu obchodu, v letech 1931-1934 na ministerstvu financí.

## Ministr dopravy a války

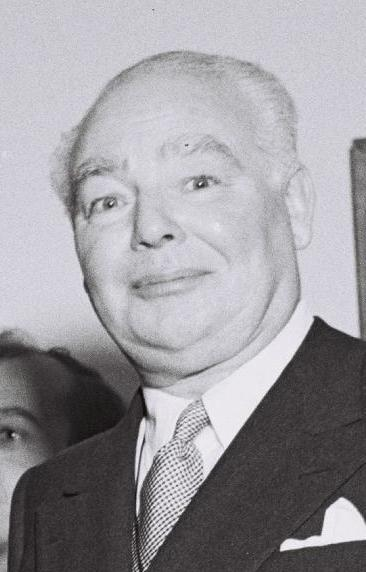
Leslie Hore–Belisha (1951)

Zásluhy si získal především ve funkci ministra dopravy (1934–1937). Ve 30. letech došlo v Británii k obrovskému rozmachu automobilismu a s tím také stoupal počet obětí (jen v roce 1934 zahynulo při autonehodách přes 7 000 lidí). Hore–Belisha inicioval změnu pravidel silničního provozu, zavedl povinné zkoušky pro řidiče a přechody pro chodce. Od roku 1935 byl členem Tajné rady. V Chamberlainově vládě se stal ministrem války (1937–1940). V této funkci měl od počátku ztíženou pozici už jenom prostým faktem mimořádné popularity jeho předchůdce A. D. Coopera, svými záměry se také dostával do konfliktů s vrchním velením armády. Hore–Belisha byl v Británii předním mluvčím židovské komunity a zapřisáhlým odpůrcem fašismu, což ale bylo v rozporu s tehdejším prosazováním politiky appeasementu. I z řad konzervativních poslanců byl označován jako válečný štváč a bolševik, byly v tom skryty i antisemitské nálady. Z funkce ministra války byl odvolán v lednu 1940, přičemž tímto krokem chtěl Chamberlain zamaskovat vlastní neschopnost čelit narůstajícím problémům. Krátce poté Chamberlainova vláda padla a nabídku na post ministra obchodu Hore–Belisha odmítl.
Po celou dobu druhé světové války byl v opozici proti Churchillovi a v roce 1942 byl jedním z mála, kdo nepodpořil hlasování o důvěře vládě. Po válce byl krátce členem Churchillovy úřednické vlády jako ministr národního pojištění (Minister for National Insurance, 1945), téhož roku ale ve volbách ztratil poslanecký mandát. Neúspěšně kandidoval i v dalších volbách v roce 1950, kdy byl již členem Konzervativní strany. Od roku 1947 byl členem městské rady londýnského obvodu Westminster. V roce 1954 byl povýšen na barona a vstoupil do Sněmovny lordů, kde nadále patřil ke Konzervativní straně.
Zemřel náhle ve Francii na mozkové krvácení jako člen britské parlamentní delegace krátce po přednesení projevu na radnici v Remeši.
V roce 1944 se jeho manželkou stala Cynthia Elliot (1916–1991), pravnučka indického generálního guvernéra hraběte z Minto, která za druhé světové války působila jako sestra Mezinárodního červeného kříže. Manželství bylo bezdětné.